# Riḥla

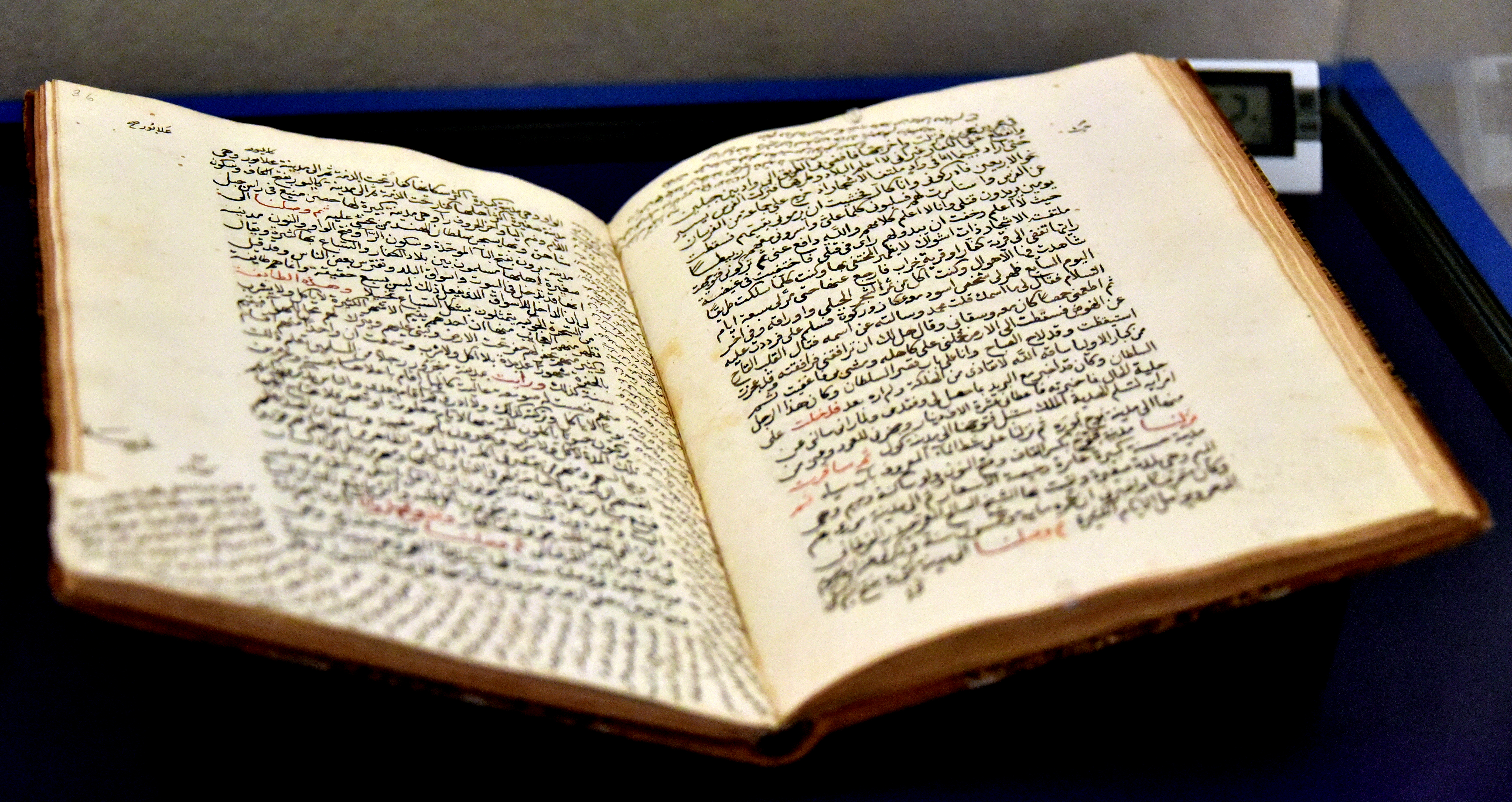
Un'edizione del 1836 de I viaggi di Ibn Battuta

Riḥla (in arabo: رحلة) si riferisce sia a un viaggio che al racconto scritto di quel viaggio, o diario di viaggio. Associato alla nozione islamica medievale di "viaggio alla ricerca della conoscenza" (in arabo: الرحلة في طلب الجم), il riḥla come genere della letteratura araba medievale e della prima età moderna descrive solitamente un viaggio intrapreso con l'intento di eseguire l'Hajj, ma può includere un itinerario che supera di gran lunga il percorso originario.

## In letteratura
I racconti di viaggio di Ibn Jubayr e Ibn Battuta possono essere definiti "gli esponenti archetipici della fioritura del genere", ma non sono le prime opere di questo genere letterario. Riguardo al viaggio alla Mecca di Ibn Jubayr nel 1183, gli scrittori Daniel Grammatico e Louis Werner hanno affermato che: 
  È importante notare che questi racconti di viaggio esistevano già prima che Ibn Jubayr scrivesse il suo: per esempio, il riḥla di Abu Bakr ibn al-Arabi, del dodicesimo secolo, o i resoconti dei mercanti e dei diplomatici che avevano visitato delle terre straniere (come i resoconti dell'India e della Cina del nono secolo di Abu Zayd al-Sirafi ed il riḥla del decimo secolo di Ahmad Ibn Fadlan sulla missione abbaside sul Volga) sono antecedenti al racconto di Ibn Jubayr.
Il più celebre esempio di riḥla è il manoscritto Un capolavoro di coloro che contemplano le meraviglie delle città e le meraviglie del viaggio, meglio noto come I viaggi, di Ibn Battuta (in arabo: تحفة النظار في غرائب الأمصار وعجائب الأسفار, Tuḥfat an-Nuẓẓār fī Gharāʾib al-Amṣār wa ʿAjāʾib al-Asfār). I viaggi è un resoconto delle esplorazioni e dei viaggi dello studioso e viaggiatore marocchino Ibn Battuta, il quale lo dettò a Ibn Juzayy su ordine del sultano merinide Abu Inan Faris, che era rimasto impressionato dalla storia del viaggiatore. Nonostante Ibn Battuta fosse un esploratore esperto e pieno di informazioni, i suoi viaggi sono rimasti pressoché sconosciuti fuori dal mondo islamico per molti anni.

## Autori
Tra i più importanti autori del genere Rihla troviamo:
- Ibn Jubayr
- Ibn Battuta
- Al-Maqrizi
- Ahmad ibn Fadlan